# Mr. Bean (serie de televisión animada)

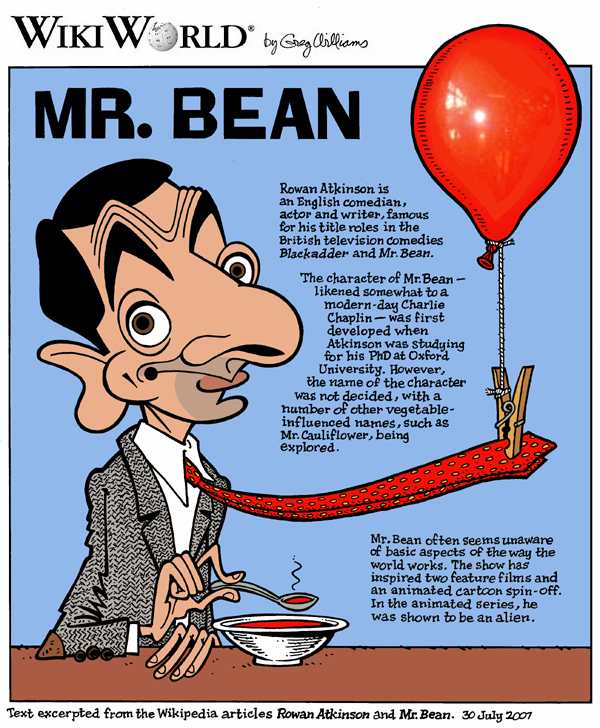
Imagen al estilo de caricutara sobre el personaje principal Mr. Bean.Creada por Greg Williams, 2007.

Mr. Bean: The Animated Series (en español: Mr. Bean: La serie animada) es una serie de dibujos animados del año 2002 basada en la serie británica del mismo nombre de los años 90, creada por Varga Studio. Se incluyen los personajes de la serie original: Mr. Bean, Irma Gobb, Teddy y el conductor misterioso del Reliant Supervan; con la nueva introducción de la Sra. Wicket, casera y vecina de Mr. Bean, y su gato Scrapper.

## Personajes
- Mr. Bean: El protagonista de la serie. Aunque conserva parte de la ingenuidad y torpeza del protagonista de la serie original, este Mr. Bean habla más, es menos bufón y más competente.
- Teddy: Es el oso de peluche de Mr. Bean; Bean siempre decide las cosas por él aunque el mismo Bean cree que Teddy es el que decide todo.
- Irma Gobb: Es la autoproclamada novia de Mr. Bean. Al contrario que la serie original, Irma aparece aquí como una versión femenina de Mr. Bean.
- Lottie: Es la osita de peluche de Irma. Se diferencia de Teddy por sus pestañas y su lazo rojo en la cabeza.
- Sra. Wicket: Principal antagonista, una anciana que resulta ser la vecina, dueña del edificio donde vive  Mr. Bean, tiene muy mal genio y siempre que cierra una puerta, se cae un cuadro. Como se muestra en el episodio "Young Bean" (Bean joven), el principal motivo del desprecio hacia Bean es que este de joven le fastidió accidentalmente su boda al conducir un go-kart cuesta abajo y atropellarla a ella y su novio. A pesar del desprecio, en el fondo se preocupa por Mr. Bean (cosa que se hace más evidente en capítulos posteriores).
- Scrapper (Peleón en España): Un antagonista, es el gato malvado de un ojo de la Sra. Wicket. Al igual que ella, desprecia a Mr. Bean.
- Bruce: Un antagonista, es el vecino de Mr. Bean, es un señor alto, musculoso y un tanto gordo. Tiene dos hijos y una esposa aunque aparece más su hijo (Bruce Jr). Él odia a Mr. Bean y le humilla cada vez que puede.
- Bruce Jr: Un antagonista, es el hijo de Bruce y a diferencia de su padre él es mucho más bajo, menos musculoso y más gordito. El igual que su padre desprecia a Mr. Bean.
- Hermione: Es un antiguo conocido de Mr. Bean, y es muy glotón.
- Los ladrones: Dos antagonistas que ejercen de ladrones, uno es alto y obeso, y el otro es bajito y cabezón. Casi todos los días entran a robar comida en casa de la Sra. Wicket.
- La Reina Isabel II: Es la reina del Reino Unido y la Commonwealth, Mr. Bean la admira.
- Los obreros: Dos obreros con apariencia física muy parecida a los ladrones. Molestan al vecino porque se lo pasan muy bien cada vez que les dejan mal.
- Carro Barco: Un carro que se queda sin estacionarse. Cada vez que lo intenta, este es desviado por Mr. Bean. Tiene apariencia similar a un barco. Su conductor es desconocido.

## Reparto
| Personaje                     | Actor de voz original                                                                   | Actor de doblaje | Temporadas |       |
| ----------------------------- | --------------------------------------------------------------------------------------- | --- | ---------- | ----- |
| Mr. Bean                      | Rowan Atkinson                                                                          | José Luis Orozco | 1ª-6ª      | 1ª-6ª |
| Sra. Wicket                   | Sally Grace                                                                             | Magda Giner | 1ª-3ª      |       |
| Sra. Wicket                   | Sally Grace                                                                             | Sylvia Garcel | 4ª-6ª      |       |
| Irma Gobb                     | Matilda Ziegler                                                                         | Diana Alonso | 1ª-6ª      |       |
| Bruce                         | Rowan Atkinson                                                                          | Eduardo Ramirez | 1ª-6ª      |       |
| Reina Isabel ll de Inglaterra | Kirsten Bishop                                                                          | Socorro de la Campa | 1ª-2ª      |       |
| Reina Isabel ll de Inglaterra | Kirsten Bishop                                                                          | Patricia Acevedo | 3ª-6ª      |       |
| Voces Adicionales             | Rowan Atkinson Kirsten Bishop Dennis Akayama Matilda Ziegler Gary Martin Morwenna Banks | Socorro de la Campa Rocio Garcel Emilio Juarez Raymundo Armijo Nayeli Mendoza Diana Alonso Jessica Ángeles Gaby Ugarte Xochitl Ugarte Mauricio Perez Luis Fernando Orozco Andrea Orozco Alejandro Orozco Ricardo Silva Nicolás Silva Rossy Aguirre | 1ª-6ª      |       |
| Estudio de Doblaje            | TBA                                                                                     | DAT Doblaje Audio Traducción | 1ª-6ª      |       |

## Episodios
El programa tuvo una temporada que duró tres etapas, que contenían un total de 52 episodios. Las dos primeras etapas fueron emitidas en una ranura de la noche en horario estelar el sábado en ITV1, y contó con dos back-to-back episodios en un segmento de media hora. Sin embargo, la tercera etapa se emite diariamente en CITV, y la serie se llevó a cabo con veinte episodios individuales, en lugar de segmentos de back-to-back. El último episodio de la temporada se tituló "Sin techo", y salió al aire el 20 de mayo de 2004.
En enero de 2014, CITV anunció que se continuaría la serie con una nueva temporada, con Rowan Atkinson, una vez más ofreciendo su voz para el papel. La nueva temporada contaría con 52 episodios nuevos, que se registraron con una duración de 12 minutos durante el 2014, y comenzó a transmitirse el 16 de febrero de 2015 en CITV.
Más reciente mente se transmitía en Boomerang para Latinoamérica desde finales del 2014. La serie se dejó de trasmitirse en Boomerang hasta su cierre de trasmisiones el 1 de diciembre de 2021. Y no sé volvió a transmitir hasta la fecha.